# 燕妮·约尔曼
燕妮·约尔曼（瑞典語：Jenny Hjohlman，1990年2月13日—），瑞典女子足球运动员，场上位置是前锋。她曾代表瑞典国家队参加2015年国际足联女子世界杯，结果队伍止步十六强。